# بوویزیو-ماشاگو
بوویزیو-ماشاگو (به ایتالیایی: Bovisio Masciago) یک کومونه در ایتالیا است که در استان مونتزا و بریانتزا واقع شده‌است.

## خصوصیات
بوویزیو-ماشاگو ۴٫۹ کیلومترمربع مساحت و ۱۶٬۵۶۴ نفر جمعیت دارد و ۱۸۸ متر بالاتر از سطح دریا واقع شده‌است.